# 1671 az irodalomban
Az 1671. év az irodalomban.

## Új művek

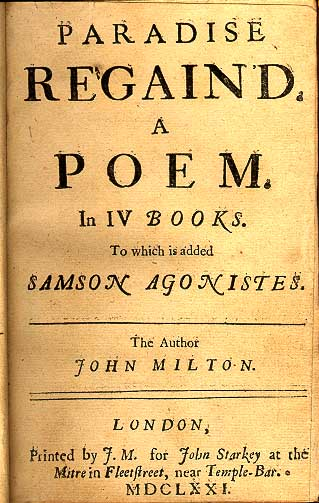
Milton A visszanyert Paradicsom (címlap)

- John Milton eposza: Paradise Regained (A visszanyert Paradicsom).

Abban a kötetben jelent meg az író drámája is: Samson agonistes (A küzdő Sámson).

### Drámák
- John Dryden – The Conquest of Granada (Granada meghódítása) című hősi drámája (heroic play).
- Molière: Scapin furfangjai (Les fourberies de Scapin) című vígjátékának, valamint tragédia-balettje, a Psyché bemutatója; utóbbi zeneszerzője Jean-Baptiste Lully.

## Születések
- április 6. – Jean-Baptiste Rousseau francia költő, drámaíró († 1741)

## Halálozások
- április 30. – Frangepán Ferenc Kristóf horvát főnemes, őrgróf, költő (* 1671)
- december 28. – Johann Friedrich Gronovius német klasszika-filológus, fordító, latin klasszikusok műveinek kiadója (* 1611)